# Liberalismo conservatore
Il liberalismo conservatore è una scuola di pensiero liberale dell'Ottocento, le cui radici risalgono all'evoluzione su posizioni  "di destra"   del liberalismo classico, rispetto al quale si contraddistingue per un minore radicalismo.

## Fondamenti
Si tratta di una filosofia politica che ritiene innanzitutto fondamentale che lo Stato garantisca costantemente i diritti del singolo; similmente al conservatorismo mantiene una posizione intransigente nei confronti dell’immigrazione, del terrorismo e del crimine.
Predilige anche un efficiente modello di libero mercato secondo i princìpi liberisti, tutela la distribuzione sul mercato delle risorse naturali, difende la proprietà privata ed è favorevole a delle privatizzazioni mirate. 
Altre posizioni riguardano il taglio delle tasse e della spesa pubblica improduttiva, il pareggio di bilancio, l'alleggerimento del welfare, abolendo i servizi pubblici non fondamentali ed eliminando le barriere protezioniste.
In politica estera emergono posizioni affini ai neoconservatori degli Stati Uniti d'America.
Anche in Italia, come nella maggioranza dei Paesi europei fino alla Prima guerra mondiale, la classe politica governante era prevalentemente formata da suoi esponenti, età giolittiana compresa.                                       

## Partiti liberali conservatori
Nell'ambito dell'Unione europea i partiti liberali conservatori sono riuniti all'interno del Partito dell'Alleanza dei Liberali e dei Democratici per l'Europa   (ALDE)  e del Partito Popolare Europeo (PPE).
Alcuni tra i maggiori partiti liberali conservatori sono i seguenti:
- Australia: Partito Liberale d'Australia
- Belgio: Movimento Riformatore
- Brasile: Partito Liberale
- Canada: Partito Conservatore del Canada
- Croazia: Partito Social-Liberale Croato
- Repubblica Ceca: TOP 09, Partito Democratico Civico, ANO 2011
- Danimarca: Venstre
- El Salvador: Nuevas Ideas, Grande Alleanza per l'Unità Nazionale
- Finlandia: Partito di Coalizione Nazionale
- Francia: I Repubblicani
- Germania: Unione Cristiano-Democratica di Germania, Partito Liberale Democratico
- Ghana: Nuovo Partito Patriottico
- Grecia: Nuova Democrazia
- Groenlandia: Atassut
- Islanda: Partito dell'Indipendenza
- Irlanda: Fianna Fáil, Fine Gael
- Israele: Likud, Nuova Speranza
- Italia: Forza Italia
- Giappone: Partito Liberal Democratico (correnti)
- Lituania: Movimento dei Liberali della Repubblica di Lituania, Libertà e Giustizia
- Messico: Partito Azione Nazionale
- Paesi Bassi: Partito Popolare per la Libertà e la Democrazia, JA21
- Nuova Zelanda: Partito Nazionale della Nuova Zelanda
- Norvegia: Partito del Progresso
- Filippine: Partito Liberale delle Filippine (correnti)
- Polonia: Piattaforma Civica
- Portogallo: Partito Social Democratico
- Romania: Partito Nazionale Liberale
- Slovacchia: Libertà e Solidarietà, Per il Popolo
- Slovenia: Partito Democratico Sloveno
- Spagna: Partito Popolare
- Stati Uniti: Partito Repubblicano
- Svizzera: PLR.I Liberali Radicali
- Svezia: Liberali
- Regno Unito: Partito Conservatore